# Exim
Exim（いくしむ）はPhilip Hazelによって開発が始まったメール転送エージェント (MTA) の一種である。

## 概要
- GPLによる自由ソフトウェアである。
- PostfixやSendmail同様、LinuxやBSD等の多くのUnix系OSで動作する。なお、macOSはEximバージョン4.95でサポート対象から外れた(しかし、macOS上のパッケージ管理システムの1つであるHomebrewではそれ以降のバージョンのEximもサポートしている)。
- Debian GNU/Linux で標準のMTAとして採用されている。
- Postfixやqmailとは違い、Sendmailのように1つのプログラムからなる。
- 非常にきめ細かい設定をわかりやすく行える。様々なメールサーバーの色々な要求を満たすメールポリシーを柔軟に設定する事に、非常に向いている。
- カナダのコンサルティング会社E-Soft Inc.が運営するSecuritySpace.comで、2017年4月1日に発表された内容によると、使用されているメールソフトを識別できる1,000,524台のサーバのうち、562,462台(56.22%)でEximが使用されている。[2]